# 平業忠
平 業忠（たいら の なりただ）は、平安時代末期から鎌倉時代初期にかけての貴族。成忠とも表記される。大膳大夫・平信業の子。官位は正四位下・大膳大夫。後白河院の近臣。

## 経歴
仁安2年（1167年）後白河院の新造山科殿移従に際して、父の平信業が業忠の長門守任官の功を募って増進していることから、弱冠8歳にして国司に任ぜられる優遇を受けていた様子が窺われる。承安4年（1174年）後白河院の厳島行幸に信業とともに供奉する。
安元3年（1177年）異例の抜擢により左馬権頭に任ぜられると、治承2年（1178年）従五位上に叙せられたが、治承3年（1179年）治承三年の政変によって平清盛が院政を停止すると、信業とともに解官された。
寿永2年（1183年）後白河法皇と源義仲の対立による法住寺合戦では、六条西洞院の業忠の邸宅が法皇の御所とされたが、既にこの時に業忠は左馬権頭に復任している。『平家物語』では、義仲によって後白河法皇が幽閉されている御所内から、業忠が土塀に登って周囲の様子をうかがい、源義経率いる鎌倉源氏軍が来たことに喜び、転倒しながらも法皇にその旨を伝えた場面が描かれている。
長きに亘り左馬権頭の官職にあったが、文治元年（1185年）11月に義経謀反への荷担を理由として、源頼朝の要請により左馬権頭を解官される。しかし、文治4年（1188年）10月に父の信業に継いで大膳大夫に任ぜられており、同年12月の後白河法皇の六条移従に際しては牛間八間を造営した。
建久3年（1192年）正月に従四位上に叙せられる。同年3月の後白河法皇の崩御にあたっては上北面であったが、旧臣近習として入棺役を務め、さらに昇入御棺於御車役人も務めた。
藤原忠綱と相撲をした際に頸を負傷したことが原因で、建暦2年（1212年）8月16日に卒去。享年53。最終官位は前大膳大夫正四位下。

## 人物
官途や渡世には興味がなかったが、後白河法皇の寵幸を受け「末代幸人也」と評された。信心深く、15歳の時から毎日法華経を唱えていたという。

## 官歴
- 仁安2年（1167年） 7月20日：見長門守[8]
- 安元3年（1177年） 4月6日：左馬権頭[9]
- 治承2年（1178年） 正月28日：従五位上[10]
- 治承3年（1179年） 11月17日：解官[9]
- 寿永2年（1183年） 12月10日：見左馬権頭[11]
- 文治元年（1185年） 正月6日：従四位下[11]。11月：解官[12]
- 文治4年（1188年） 10月14日：大膳大夫[13]
- 建久3年（1192年） 正月7日：従四位上[9]
- 時期不詳：正四位下
- 建暦2年（1212年） 8月16日：卒去